# Integrirana marketinška komunikacija
Integrirana marketinška komunikacija (eng. integrated marketing communications) je oblik tržišne komunikacije poduzeća koju čini kombinacija strateških uloga različitih komunikacijskih disciplina čiji je cilj ostvarenje maksimalnog komunikacijskog utjecaja.  Podrazumijeva proces razvoja i primjene različitih oblika komunikacije s potrošačima i potencijalnim kupcima u određenom vremenskom razdoblju, u svrhu izravnog usmjeravanja ponašanja odabrane publike.
Koncept integrirane marketinške komunikacije počinje s potrošačem ili potencijalnim kupcem i usmjerava se natrag na poduzeće s ciljem definiranja oblika i metoda preko kojih će se razviti uvjerljiv i učinkovit komunikacijski proces. Široko prihvaćenu definiciju integrirane marketinške komunikacije dao je glasoviti američki komunikator D. E. Schultz prema kojem integrirana marketinška komunikacija predstavlja proces razvoja i primjene različitih oblika uvjerljive komunikacije s potrošačima i potencijalnim kupcima u određenom vremenu.

## Povijest
Početkom osamdesetih godina prošlog stoljeća javila se spoznaja o potrebi strateške integracije svih elemenata marketinške komunikacije. Dezintegracija masovnih tržišta na više manjih, razvoj novih medija i porast sofisticiranosti potrošača rezultirali su novim konceptom u komunikacijskoj znanosti poznatim kao integrirana marketinška komunikacija. Do 1990. godine oblici marketinške komunikacije proučavali su se i primjenjivali pojedinačno, no promjene u ponašanju potrošača, uzrokovane općim socijalnim promjenama ali i tehnološkim dostignućima, rezultirale su sve većom potrebom za integracijom svih komunikacijskih aktivnosti kao i za modificiranim i potrošaču u potpunosti prilagođenim komunikacijskim porukama.
U teoriji marketinga izdvojeno je nekoliko ključnih čimbenika koji su uvjetovali pojavu integrirane marketinške komunikacije:
- smanjena efikasnost oglašavanja putem masovnih medija (pomicanje ulaganja od oglašavanja prema ostalim oblicima marketinške komunikacije),
- povećanje povjerenja prema tržišno usmjerenim komunikacijskim metodama (Internet, specijalizirani časopisi, kablovska TV, izravna pošta),
- veći zahtjevi usmjereni prema ponuđačima marketinške komunikacije (oglašivačke agencije, agencije za odnose s javnošću i unaprjeđenje prodaje i sl.),
- veći zahtjevi poduzeća za praćenjem i povećanjem povrata ulaganja u komunikaciju (praćenje prihoda kao rezultata ulaganja u marketinšku komunikaciju).

## Temeljna obilježja integrirane marketinške komunikacije
Cilj integrirane marketinške komunikacije je utjecati ili izravno usmjeriti ponašanje odabrane publike, i u tu svrhu koristi sve oblike komunikacije koji su značajni za potrošače i potencijalne kupce. Definicija integrirane marketinška komunikacije ukazuje na pet temeljnih obilježja:
- utjecaj na ponašanje potrošača na način da se potiču novi oblici ponašanja, učvršćuje postojeće ili mijenja trenutno ponašanje;
- potrošač je ishodište cjelokupnih marketinških aktivnosti i bez poznavanja potrošača komunikacija neće postići željene ciljeve;
- korištenje jednog ili svih oblika komunikacije za dosezanje ciljne publike i prezentiranje željene poruke (ključno obilježje ove odrednice jest potreba kombiniranja poruka i medija na način da se postignu željeni učinci komunikacije);
- sinergijski učinak je temelj integrirane marketinške komunikacije (bez obzira za koje se komunikacijske oblike odlučili, oni se moraju dopunjavati osiguravajući sinergijske učinke, uz postizanje jakog jedinstvenog imidža marke ili poduzeća koji pokreće potrošače na akciju);
- izgradnja dugoročnog odnosa s potrošačima kao jedna od osnovnih odrednica integrirane marketinške komunikacije.

## Oblici integrirane marketinške komunikacije
Komunikacijski oblici koji se koriste u integriranoj marketinškoj komunikaciji izravno su povezani s temeljnim funkcijama marketinškog komunikacijskog procesa – privlačenjem pozornosti, stvaranjem interesa i poticanjem na kupnju. U teoriji su poznati i kao marketinški komunikacijski mix, a čine ih:
- oglašavanje (plaćeni oglasni prostor u vizualnim medijima, audio medijima, kombiniranim audiovizualnim i interaktivnim medijima),
- izravna marketinška komunikacija (baze podataka, internet, telemarketing itd.),
- unapređenje prodaje (izložbe, izlozi, demonstracije, promocije i sl.),
- osobna prodaja (direktna komunikacija prodavača i kupca u svrhu prodaje proizvoda),
- odnosi s javnošću (aktivnosti s ciljem kreiranja pozitivnog imidža, sponzorstva),
- publicitet (neplaćeni oblik komunikacije najčešće izvan kontrole poduzeća),
- vanjsko oglašavanje.

## Barijere integraciji svih oblika marketinške komunikacije
Strukturno gledajući, samo mali broj poduzeća u mogućnosti je u cijelosti osigurati integriranu marketinšku komunikaciju za svoje proizvode. Nekoliko čimbenika identificirano je kao barijere bržoj integraciji marketinške komunikacije, a dijele se na unutarnje (barijere koje dolaze iz internog okružja poduzeća) i vanjske (barijere koje dolaze iz okoline u kojoj poduzeće posluje).
Unutarnji čimbenici:
- nerazumijevanje menadžmenta o koristima koje se dobivaju integriranom marketinškom komunikacijom,
- kratkoročni ciljevi poduzeća,
- konkurentnost između sektora i različitih funkcija poduzeća.

Vanjski čimbenici:
- ego agencija koje se smatraju stručnjakom jednog oblika komunikacije,
- bojazan agencija da će se smanjiti sveukupan budžet ako preuzmu cjelovitu komunikaciju.